# Hebron Estates (Kentucky)
Hebron Estates es una ciudad ubicada en el condado de Bullitt en el estado estadounidense de Kentucky. En el Censo de 2010 tenía una población de 1087 habitantes y una densidad poblacional de 681,32 personas por km².

## Geografía
Hebron Estates se encuentra ubicada en las coordenadas 38°3′00″N 85°40′5″O / 38.05000, -85.66806. Según la Oficina del Censo de los Estados Unidos, Hebron Estates tiene una superficie total de 1.6 km², de la cual 1.6 km² corresponden a tierra firme y (0%) 0 km² es agua.

## Demografía
Según el censo de 2010, había 1087 personas residiendo en Hebron Estates. La densidad de población era de 681,32 hab./km². De los 1087 habitantes, Hebron Estates estaba compuesto por el 95.77% blancos, el 0.37% eran afroamericanos, el 0.28% eran amerindios, el 1.01% eran asiáticos, el 0% eran isleños del Pacífico, el 0.28% eran de otras razas y el 2.3% pertenecían a dos o más razas. Del total de la población el 1.01% eran hispanos o latinos de cualquier raza.